# 1956年メルボルンオリンピックのフィンランド選手団
1956年メルボルンオリンピックのフィンランド選手団（1956ねんメルボルンオリンピックのフィンランドせんしゅだん）は、1956年11月22日から12月8日にかけてオーストラリアのメルボルンで開催された1956年メルボルンオリンピックのフィンランド選手団、およびその競技結果。

## 概要
今大会は金メダル3個、銀メダル1個、銅メダル11個の合計15個のメダルを獲得した。

## メダル
| メダル | 選手名                   | 競技 | 種目         |
| ------ | ------------------------ | ---- | ------------ |
| 銅     | ヴォイット・ヘルステン   | 陸上 | 男子400m     |
| 銅     | ヴェイッコ・カルヴォネン | 陸上 | 男子マラソン |
| 銅     | ヨルマ・バルカマ         | 陸上 | 男子走幅跳   |